# شنول کان
شنول کان (بلغاری: Шенол Джан؛ زادهٔ ۳ آوریل ۱۹۸۳) بازیکن فوتبال اهل ترکیه است.
از باشگاه‌هایی که در آن بازی کرده است می‌توان به باشگاه فوتبال غازی عینتاب‌اسپور، باشگاه فوتبال آنتالیااسپور، و باشگاه ورزشی آدانا دمیرسپور اشاره کرد.